# Suraphol Sombatcharoen
Suraphol Sombatcharoen (em tailandês:  สุรพล สมบัติเจริญ) (Nascida em Suphanburi, Tailândia, 25 de setembro de 1930 - 16 de agosto de 1968)  é um cantor tailandês. Ele alcançou fama internacional em 1952-1968 com seu albums Klong Plom, Sieaw Sai, Hua Oak Charajorn, Sip Hok Pee Haeng Kwam Lang, Fan Ja.

## Discografia

### Álbums
- เสียวใส้ (Siew Sai)
- ของปลอม (Khong Plom)
- คนหัวล้าน (Khon Hua Lan)
- แซซี้อ้ายลือเจ็กนัง (Sae See Ai Lue Jek Nung)
- ยิกเท้าโหลซัวะ (Yik Tao Low Suea)
- ลืมไม่ลง (Luem Mai Long)
- แก้วลืมดง (Kaew Luem Dong)
- สิบหกปีแห่งความหลัง (Sip Hok Pee Haeng Kwam Lang)